# Jens Olsson (ishockeyspelare)
Jens Christian Olsson, född 9 december 1984 i Malmö, är en svensk ishockeyspelare som spelar för HC Košice i slovakiska Extraliga. Jens Olsson har tidigare spelat i bland annat finska TPS Åbo samt för Malmö Redhawks i hemstaden Malmö.